# Vieille église Saint-Patrick de Chicago
Pour les articles homonymes, voir Église Saint-Patrick.
La vieille église Saint-Patrick de Chicago (anglais : Old St. Patrick's Church, plus communément Old St. Pat's) est une église catholique située au 700 West Adams Street à Chicago, aux États-Unis. Elle est décrite comme « la pierre angulaire de la culture irlandaise » dans la ville. Le bâtiment principal de l'église est une des rares structures ayant survécu au Grand incendie de 1871. Saint-Patrick est la plus ancienne église subsistant aujourd'hui à Chicago.

## Historique

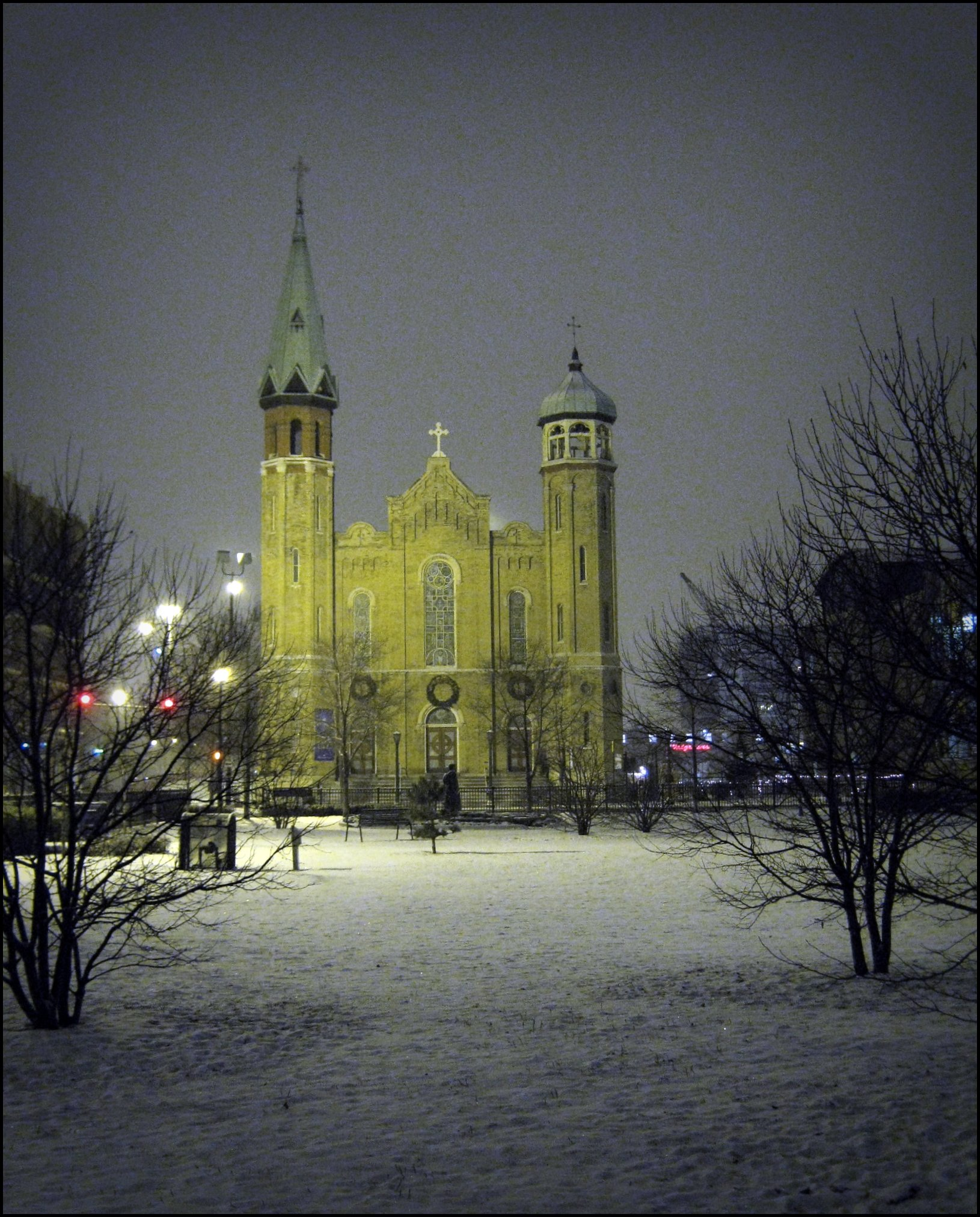
Vue de nuit.

La vieille paroisse Saint-Patrick est fondée un dimanche de Pâques, le 12 avril 1846. Elle siège dans un immeuble en bois au croisement des rues Randolph et DesPlaines. L'église actuelle est construite dans les années 1850 en brique de Cream City (en) de Milwaukee. Ses deux flèches octogonales, ajoutées en 1885, représentent l'Église d'Orient et l'Église d'Occident. Dans les années 1880, la plupart des fidèles de l'église Saint-Patrick sont des Irlando-Américains.
De 1912 à 1922, l'intérieur de l'église est redécoré par Thomas A. O'Shaughnessy (en) dans un style néo-celtique. O'Shaugnessy conçoit plusieurs ornements d'après les enluminures du Livre de Kells.
La vieille église Saint-Patrick est inscrite au Registre national des lieux historiques (National Register of Historic Places) le 15 juillet 1977.
Désormais, l'église accueille chaque année une block party estivale, décrite comme « la plus grande du monde ».